# Rhopalostylis sapida
Пальма нікау або ропалостиліс смачний (Rhopalostylis sapida) — вид дерев із родини пальмових, ендемік Нової Зеландії та єдина пальма, рідна для Нової Зеландії[уточнити].

## Етимологія
Назву «нікау» взято з мови маорі. У близько споріднених з цією мовою східних полінезійських мовах тропічних широт Тихого океану це слово означає стебло або центральну жилку листя кокосової пальми.

## Поширення

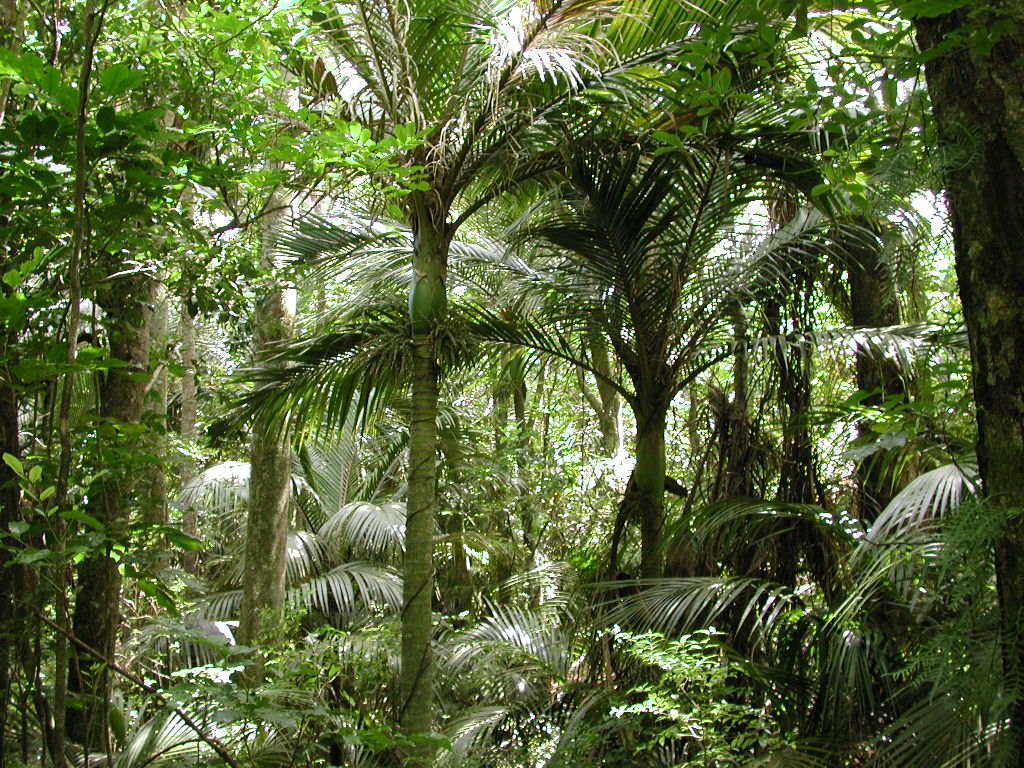
Гай з нікау, Paraparaumu

Пальма нікау — єдина пальма, ендемічна для основних островів Нової Зеландії. Її природне середовище поширення — берегова зона та долинні ліси Північний острів та Південний острів, вона сягає на південь (переважно у місцях з високою вологістю) аж до лагуни Окаріто (43°20′S) на заході та півострову Бенкс (43°5′S) на сході. Нікау також зустрічається на островах архіпелагу Чатем Чатем та Пітт на південний схід від Нової Зеландії, де вона є найпівденнішою пальмою у світі на широті 44°18'S.
Нікау виростає до 15 метрів у висоту, з міцним зеленим стовбуром, покритим сіро-зеленими основами старого листя. Згори стовбур закінчується більш товстою та гладенькою підставою довжиною до одного метра. Листя зі стеблом сягає до трьох метрів, а листя на стеблі має до одного метра у довжину, щільно розташоване і деколи навіть перехрещується. Суцвіття має багато квіток та від 20 до 40 см довжини. Щільно розташовані квітки є одностатевими та забарвлені у колір від бузкового до рожевого. Чоловічі квітки завжди у парі та мають шість тичинок, жіночу — одиночні. Плід овальний або видовжений, як правило розміром 10 на 7 м, та червоного кольору коли достиг. Нікау квітне між листопадом та квітнем, а плоди дозрівають майже рік, з лютого по листопад. Ці плоди дуже полюбляє кереру, новозеландський лісовий голуб.

## Культивування

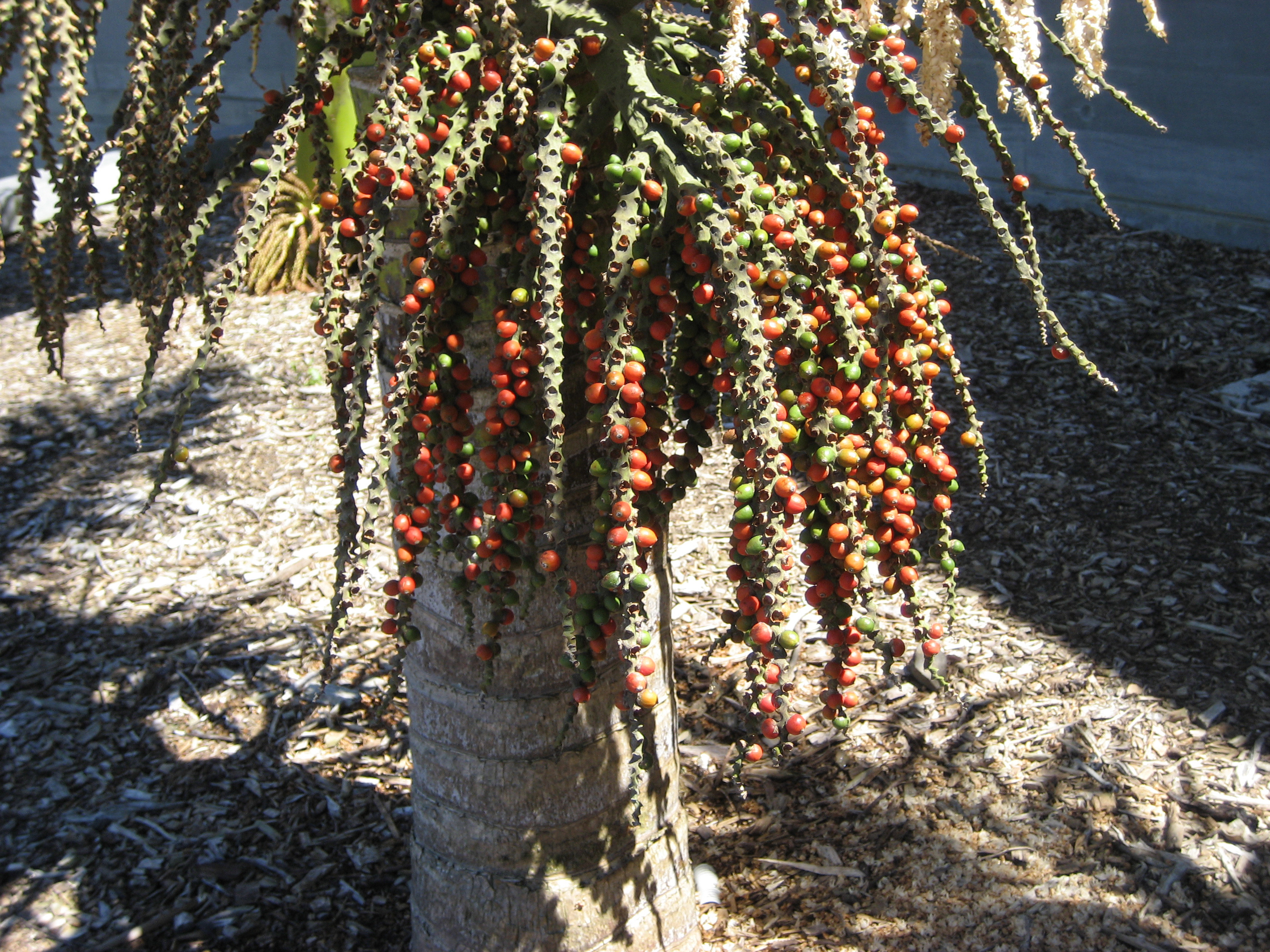
Стиглі плоди нікау

Нікау дуже підходить до вирощування у діжках та досить витривале. Зростає досить повільно. Досить добре розмножується з насіння, якщо плід декілька днів вимочити у воді, а потім ніжно зіскребти пульпу. Потім насіння слід помістити для пророщування у закритий пластиковий пакет у напівзатінок, після чого перемістити до глибоких горщиків. Горщики повинні бути високі та вузькі, щоб у пальми було місце для стержневого кореня та для зменшення ризику їх пошкодження при пересадці.
Пересадка молодих рослин як правило успішна, якщо основний корінь не пошкоджено. Нікау не має справжнього стержневого кореня. Після того, як основний корінь виріс і заглибився на досить незначну глибину в 40 см, далі його коріння схоже не коріння інших пальм. Пересадку найкраще робити влітку, однак слід зберегти значний клубок коріння та після пересадки затінити, щонайменше зв'язавши листя до купи. Полив слід здійснювати під корінь, оскільки при потраплянні води на верхівку може бути загнивання нового листя, яке дуже повільно росте.
Нікау полюбляє прохолодну температуру, але з температурами нижче нуля у природному середовищі не стикається. Незначний заморозок вона переживе, але найбільше їй шкодить різкий перепад температур, навіть якщо вони нижче нуля не опускаються. Пальма добре себе почуває на територіях з м'яким середземноморським кліматом.

## Варіації

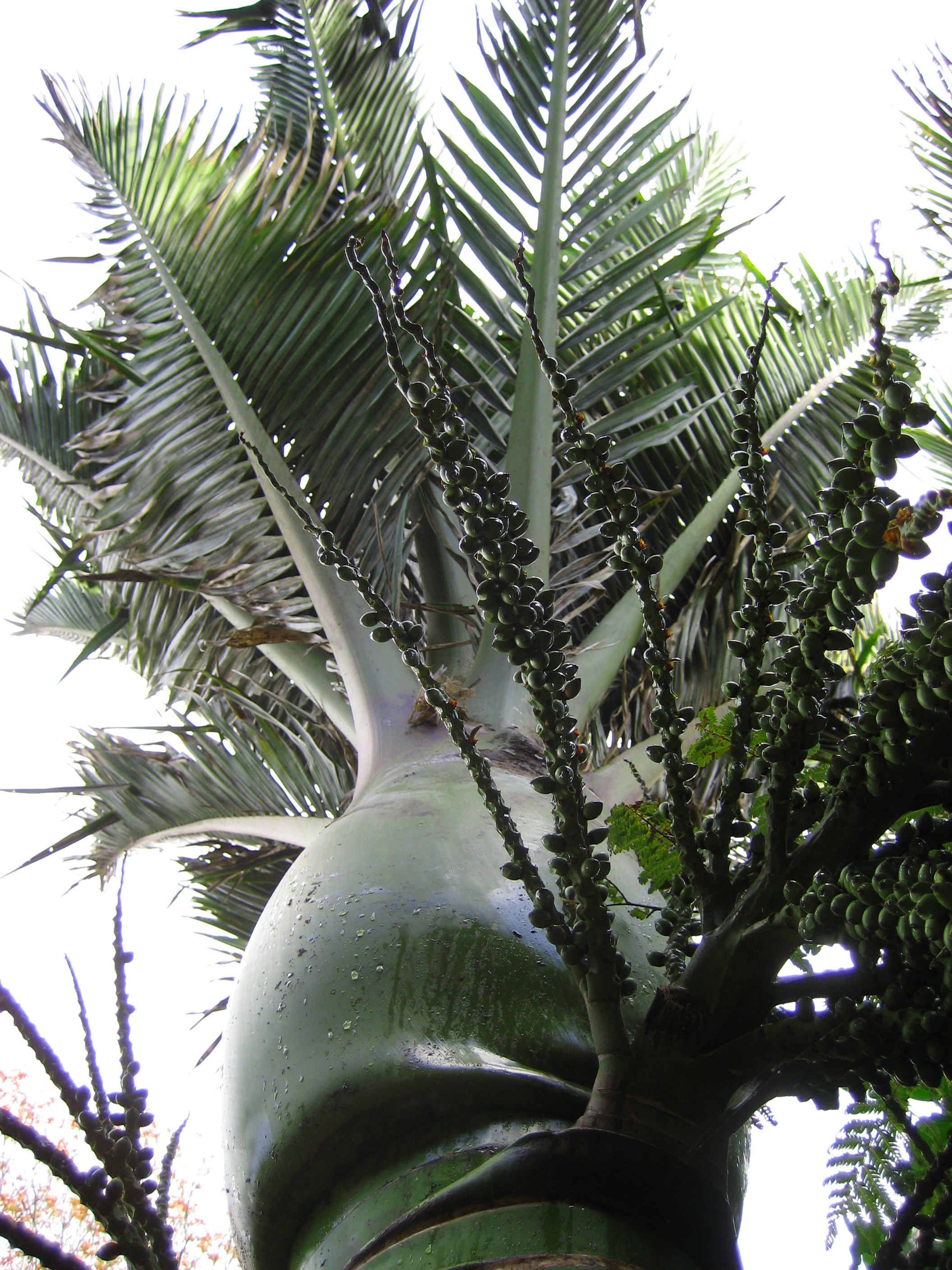
Пальма з архіпелагу Чатем дуже виразна

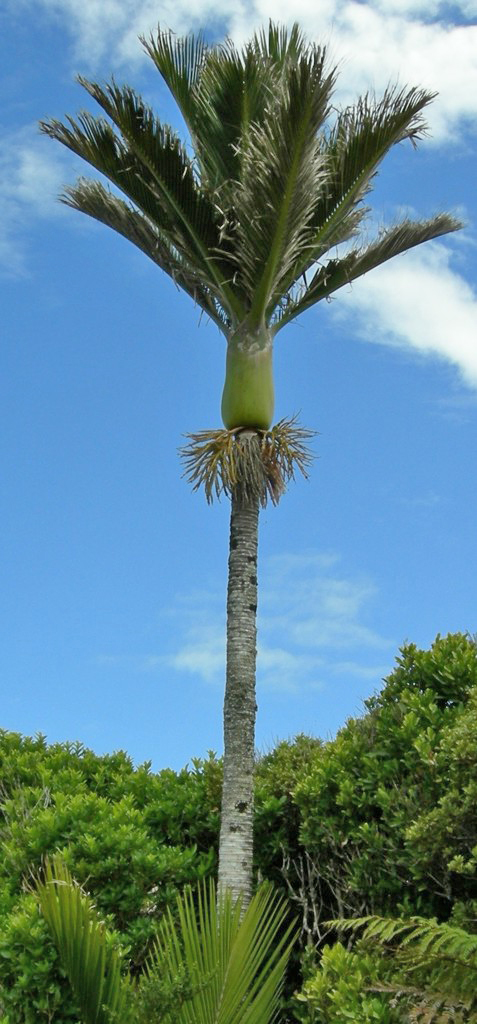
Одинока пальма нікау

Нікау у дикому середовищі має багато варіацій. Пальми з Південного острову та островів біля берегів Північного острова мають довше листя, яке виглядає більш елегантно, і вони більш популярні для вирощування. Особливо вирізняється форма з архіпелагу Чатем, що має виразну форма паростка та більші плоди, та товстіше покриття листя ворсинками. ЇЇ рідство з пальмою нікау з основних островів потребує додаткового вивчення. Нікау дуже схожа на Rhopalostylis baueri з островів Кермадек та острову Норфолк, які відрізняються від більшості варіацій нікау більш округлими плодами та більш широкими листочками.

## Використання
Маорі знайшли для пальми нікау багато застосувань. Основа внутрішнього листя та молоді суцвіття їли сирими або приготованими. В листя цієї пальми загортали для приготування їжу, а старі волокнисті листя використовували для плетіння кошиків, рогожок та водонепроникних дахів для будинків.